# Goyenia scitula
Goyenia scitula är en spindelart som beskrevs av Forster 1970. Goyenia scitula ingår i släktet Goyenia och familjen Desidae. Inga underarter finns listade i Catalogue of Life.